# Drag (Film)
Drag ist ein US-amerikanisches Filmdrama aus dem Jahr 1929. Das Drehbuch basiert auf dem Roman Drag: A Comedy von William Dudley Pelley.

## Handlung
Der junge David Carroll übernimmt die Herausgabe einer Zeitung in Vermont. Obwohl er sich zu der eleganten Dot hingezogen fühlt, heiratet er Allie Parker, die Tochter seiner Hauswirte.
Als David nach New York muss, um ein selbst geschriebenes Musical zu verkaufen, bleibt Allie zu Hause, da sie ihre Eltern nicht allein lassen will. In New York trifft David wieder auf Dot, die mittlerweile eine erfolgreiche Kostümbildnerin geworden ist. Mit ihrem Einfluss schafft es David, sein Musical an einen Produzenten zu verkaufen.
Dot und David verlieben sich ineinander. Als David ihr jedoch klarmacht, dass er seiner Frau treu bleiben wird, reist sie nach Paris. David überzeugt Allie nach New York zu kommen. Als Allie jedoch zusammen mit ihren Eltern ankommt, entscheidet sich David, Dot nach Paris zu folgen.

## Hintergrund
Der Vitaphone-Film der Warner Bros., der in der englischsprachigen Welt (UK, Ireland) auch unter dem Titel „Parasites“ gezeigt wurde, kam außer in der 9-aktigen Tonfassung auch noch in einer stummen Fassung mit nur 6 Akten in den Verleih, denn noch längst nicht alle Kinos waren mit Tonapparaturen ausgestattet. Die Uraufführung fand am 21. Juli 1929 statt.
Der Theme Song zu „Drag“ war ein Walzerlied von Geo W. Meyer und hieß My Song Of The Nile. Die Kapelle Gary Dawson and His Collegiates mit Gary Dawson als Refrainsänger nahm das Lied am 21. Juni 1929 für das label Oriole Records auf. Zahlreiche andere Orchester folgten dem Beispiel. In Deutschland nahm die Kapelle Géza Komor als „Harry Jacksons Tanzorchester“ das Lied im Dezember 1929 bei Tri-Ergon auf. Den Refrain sang, auf dem label ungenannt, der Vortragskünstler Engelbert Milde. Die Platte kam Anfang 1930 in den Handel.

## Kritik
Mordaunt Hall von der New York Times schrieb, dass der Film zwar einige Neugier erwecken könne, doch seien die Dialoge durchweg amateurhaft, eckig und zögerlich gesprochen.

## Auszeichnungen
Bei der zweiten Oscarverleihung 1930 wurde Frank Lloyd für den Oscar in der Kategorie beste Regie nominiert.